# Onicha (Eboni)
Onicha é uma área de governo local do estado de Eboni, na Nigéria, com sede em Isu. Possui 476 quilómetros quadrados, e segundo censo de 2016, havia 313 100 residentes.